# Spathiphyllum laeve
Spathiphyllum laeve är en kallaväxtart som beskrevs av Adolf Engler. Spathiphyllum laeve ingår i släktet Spathiphyllum och familjen kallaväxter. Inga underarter finns listade.